# Неріюс Дауксевічюс
Неріюс Дауксевічюс (лит. Nerijus Dauksevičius; народився 25 червня 1982) — литовський хокеїст, воротар. 
Виступав за «Енергія (Електренай)». 

## Спортивна кар'єра
У складі національної збірної Литви учасник кваліфікаційних турнірів до зимових Олімпійських ігор 2006 та зимових Олімпійських ігор 2010, учасник молодіжних збірних країни (U18 та U20) на юніорських чемпіонатах світу, та почав виступати за головну команду країни з 2002 року на чемпіонатах світу — 2003 (дивізіон II), 2004 (дивізіон I), 2005 (дивізіон I), 2006 (дивізіон I), 2007 (дивізіон I), 2008 (дивізіон I), 2009 (дивізіон I) і 2010 (дивізіон I).